# Hapalothyma ioplocama
Hapalothyma ioplocama är en fjärilsart som beskrevs av Edward Meyrick 1919. Hapalothyma ioplocama ingår i släktet Hapalothyma och familjen äkta malar.
Artens utbredningsområde är Guyana. Inga underarter finns listade i Catalogue of Life.